# Enregistrament automàtic: La fotografia

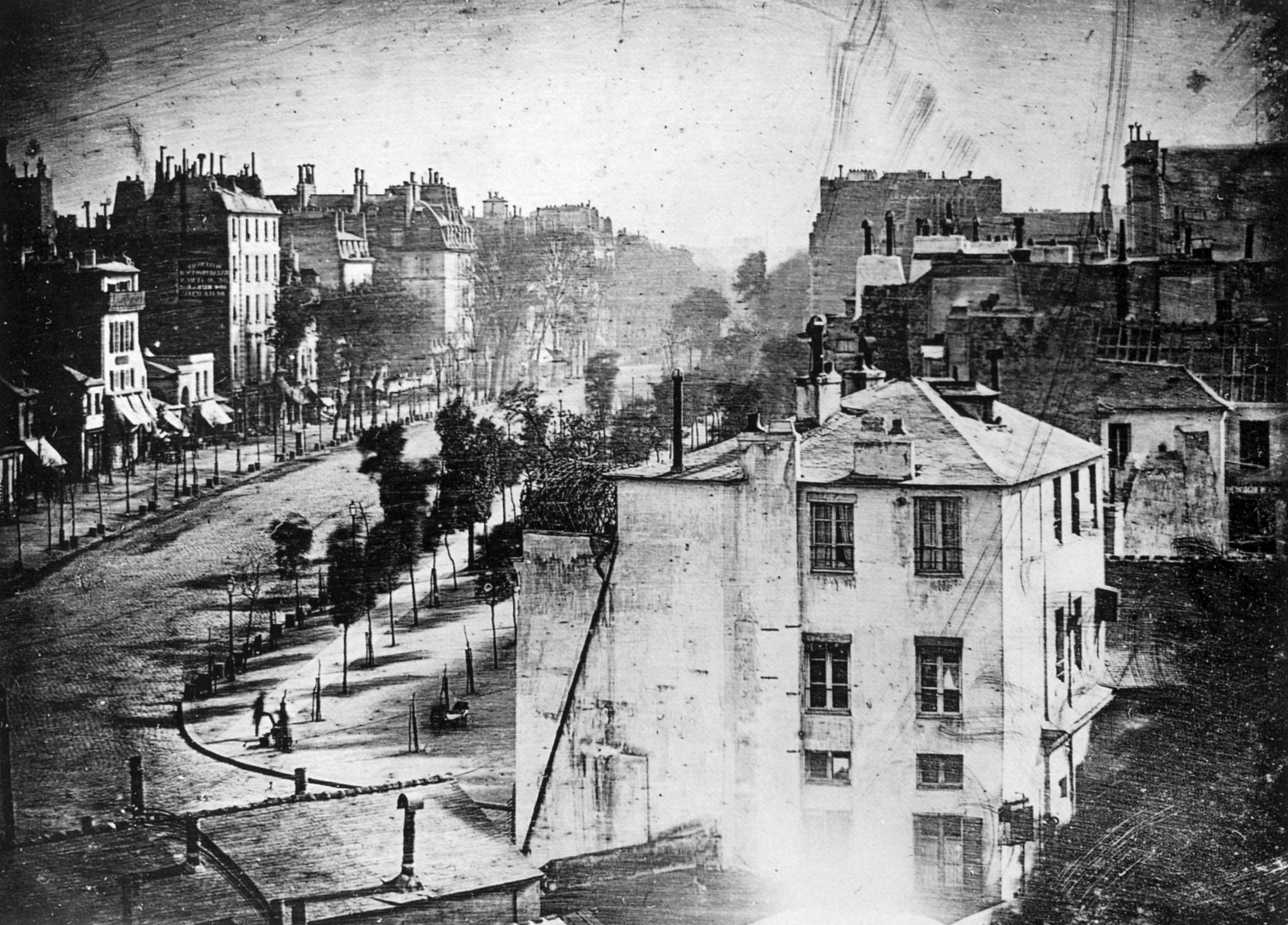
Boulevard du Temple, daguerrotip

La fotografia és el procediment que permet obtenir imatges permanents d'un objecte sobre superfícies convenientment preparades. Aquest procediment és dut a terme per mitjà de la llum i substàncies químiques. Per extensió, aquestes representacions permanents són les anomenades fotografies.
Els inicis de la fotografia es remunten durant el s. XVIII, amb la descoberta de la càmera obscura i les múltiples observacions que es van fer respecte la manera com l'exposició de la llum alteraven els resultats. Aquest va esdevenir el punt de partida que portà a l'enregistrament d'imatges.

## Història

### Joseph-Nicéphore Niépce

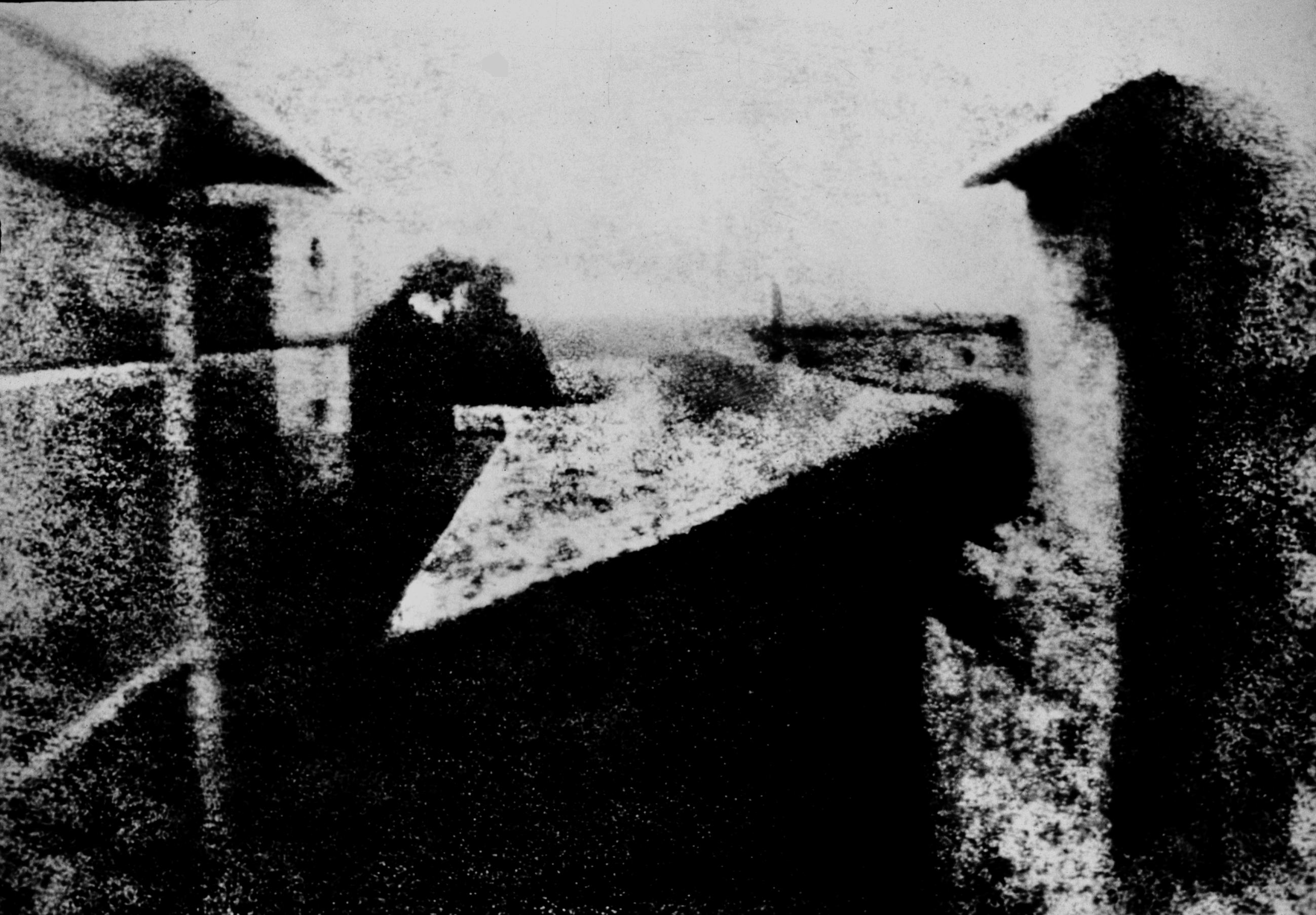
1826, Joseph Nicéphore Niépce fixà una imatge sobre una placa de peltre fent servir un compost d'argent i una exposició de 8 hores.

Joseph-Nicéphore Niépce (1765-1833) va ser un inventor, químic, físic i litògraf francès, pioner de la fotografia. Nicéphore Niépce estava obsessionat amb una idea: Aconseguir fixar sobre una substància les imatges que es reflectien al fons de la càmera obscura. Fins llavors, aquest instrument que projectava al fons de la càmera la imatge invertida de l'escena exterior només havia estat utilitzat per a dibuixar. Amb la finalitat de reproduir dibuixos, cap al 1823 Niépce concebí el que avui dia coneixem com còpia de contacte.
L'any 1824, Nicéphore Niépce col·locà pedres litogràfiques recobertes de betum al fons de la càmera obscura i, per primera vegada, obtingué una imatge permanent d'un paisatge. Aquesta fotografia necessità un temps d'exposició extremadament llarg, de moltes hores de sol. A partir de 1825, utilitzà com a superfície de suport el coure i, posteriorment, l'estany, amb el que realitzà imatges gravades.

#### El primer negatiu del món
Nicéphore Niépce, en les seves primeres proves, disposà al fons d'una càmera obscura papers emulsionats amb sals de plata, els quals s'ennegrien sota la incidència de la llum. És llavors, al maig de 1816, que obté la primera reproducció d'una imatge de la natura. Aquesta primera reproducció d'una imatge es tractava d'un negatiu, però la imatge no restà permanent, ja que en plena llum el paper quedà completament ennegrit. Aquestes imatges varen ser anomenades rètines.

#### Obtenció de positius directes
Per tal de resoldre la dificultat que suposava no poder comptar amb la imatge gravada permanentment, Niépce cercà un mètode per obtenir les imatges gravades en un suport. Principalment, estudià els efectes de la llum i la reacció d'aquesta amb els àcids, amb l'objectiu de poder-ne analitzar la seva descomposició.
Després de proves realitzades amb pedra calcària i àcids, va resultar ser un fracàs. Els àcids no varen ser descompostos per la llum i, amb aquest fet, Nicéphore Niépce comprengué que no era necessari utilitzar un compost la transformació química del qual fos immediatament visible. Va comprendre que un canvi de la propietat sota la incidència de la llum, encara que no fos visible, podia conduir a l'aparició d'una imatge, a través d'una reacció amb la superfície o un altre component.
Va ser a partir d'aquell moment que el francès es començà a interessar per totes aquelles substàncies que interaccionaven amb la llum.

#### Tècnica - Heliografia
L'heliografia és el primer procés fotogràfic desenvolupat per Nicéphore Niépce, creador de les bases de la fotografia moderna. Aquest procediment va ser inventat l'any 1826 i la litografia és la seva base principal. Començà a experimentar amb el producte anomenat betum de Judea, una substància fotosensible.
Nicéphore Niépce, per elaborar el que avui dia coneixem com a còpia de contacte, vernissava el revers d'un gravat per convertir el paper translúcid. Una vegada estava sec, aplicava el gravat directament en contacte sobre la superfície de coure o estany recoberta amb vernís de betum. A continuació, exposava el conjunt a ple sol durant unes hores i, posteriorment, netejava la placa amb essència de lavanda diluïda en oli de petroli blanc.
El betum que havia estat preservat de la incidència lumínica sota el traç del dibuix, es dissolia i deixava al descobert el metall; en canvi, la llum que havia estat transmesa a través del paper translúcid havia convertit el betum insoluble, el qual restava sobre la placa després de ser netejada.
La imatge en betum era el negatiu del dibuix. D'una banda, el fons era del color del betum i, de l'altra, les línies del dibuix eren representades pel metall.

### Louis-Jacques-Mandé Daguerre
Louis-Jacques-Mandé Daguerre (1787-1851), conegut com Louis Daguerre, conjuntament amb Nicéphore Niépce va ser un pioner de la fotografia i difusor del daguerrotip.
Daguerre, l'any 1839 perfeccionà el procediment de Niépce i aconseguí produir una sola imatge positiva.

#### Daguerrotip
El daguerrotip és el procés a través del qual s'obté una imatge en positiu partint d'un suport de coure recobert amb sals de plata. Resultà ser el primer procediment fotogràfic anunciat i difós comercialment l'any 1839 a França. Va ser també el primer procés fotogràfic d'aplicació pràctica, presentat per François Argo a l'Acadèmia de Ciències de París.
Aquest procediment va ser un dels més importants de la història de la fotografia tècnica i era un perfeccionament dels experiments desenvolupats per Nicéphore Niépce, al qual se li afegí Louis-Jacques-Mandé Daguerre, l'any 1829.
El 1838 es va fer la primera fotografia amb persones, al Boulevard du Temple i es tracta d'un daguerrotip.
A Espanya, el primer daguerrotip el fa Ramon Alabern el 10 de novembre de 1839, a Barcelona i es tractava de la vista de la Casa Xifré i la Llotja de Mar de Barcelona.

### William Henry Fox Talbot
William Henry Fox Talbot (1800-1877), va ser un inventor anglès que inventà el calotip. Va ser un precursor dels processos fotogràfics del s. XIX i s. XX.
L'any 1835, Talbot, utilitzà un nou mètode per obtenir un negatiu sobre paper. Anys més tard, concretament cinc, va arribar a ser capaç de treure diversos positius del negatiu. Aquest sistema és el que s'anomenà calotip.
Talbot desenvolupà la fotografia com a mitjà artístic.

#### Calotip
El calotip és considerat el predecessor de la fotografia moderna. És un mètode fotogràfic creat per William Henry Fox Talbot i es basa en un paper sensibilitzat amb nitrat de plata i àcid gàl·lic. Posteriorment a l'exposició al sol, era revelat amb ambdues substàncies químiques i era fixat amb hiposulfit sòdic. Aquest procediment doncs, va ser el primer que generà una imatge en negatiu i que podia ser, posteriorment, positivada tantes vegades com es volgués.
Aquesta va ser la principal diferència amb el daguerrotip de Louis Daguerre, ja que aquest era un únic positiu directe.
L'ús del mètode del calotip resultà ser molt més econòmic, de manera que Talbot introduí dos aspectes molt importants nous per al desenvolupament de la fotografia: el baix cost econòmic i la idea de la imatge múltiple. També creà un nou mitjà i una nova manera de veure la realitat: L'assimilació entre el món real i la representació fotogràfica.
En general, el daguerrotip era utilitzat per plasmar retrats i, en canvi, el calotip per plasmar paisatges i escenaris diversos.
William Henry Fox Talbot durant el 1840-1841, aconseguí millores molt importants en les seves recerques. Desenvolupà el revelat, el fixat i la impressió fotogràfica, és a dir, els tres elements principals del procés.
Al 1839 digué: “Algunes notes sobre l’art del dibuix fotogènic o el procediment pel qual els objectes naturals poden dibuixar-se a si mateixos, sense l’ajuda del llapis de l’artista”. 

### En paral·lel
La fotografia es desenvolupa sobretot entre els anys 20 i 40, època durant la qual s'investiga també la simulació del moviment. L'inconvenient principal que es presentà davant l'ús de la fotografia per simulacions del moviment va ser que es necessitaven temps molt llargs d'exposició per tal d'aconseguir bones imatges.
Plateau havia suggerit ja d'unir el daguerrotip i el fenaquistoscopi, davant la idea posterior d'unir les dues tècniques.
L'any 1870, Henry R. Heyl creà una joguina: El Fasmatrop. Aquesta joguina incorporava imatges reals però, no obstant això, els models havien de romandre immòbils durant llargs períodes temporals.
Fou aproximadament també cap a la dècada de 1870 que, gràcies a les millores tècniques, aquestes van permetre crear sobre plaques de vidre imatges nítides amb exposicions de 1/25 de segon.
Amb tot això, començà la recta final del procés que havia de culminar en la invenció del cinema.